# Roman Reigns
Leati Joseph Anoaʻi (* 25. Mai 1985 in Pensacola, Florida), auch bekannt unter seinem Ringnamen Roman Reigns, ist ein US-amerikanischer Wrestler, der zurzeit bei WWE unter Vertrag steht.
Er ist mehrfacher WWE World Champion und zählt zu den erfolgreichsten Wrestlern der Gegenwart. Seine Titelregentschaft der WWE Universal Championship von August 2020 bis April 2024 war der längste World-Title-Run in der WWE seit 1988 und die viertlängste World-Title-Regentschaft der WWE-Geschichte.
Nach einigen Jahren als Footballer unterschrieb er 2010 bei WWE, wo er zuerst bei NXT auftrat. Gemeinsam mit Seth Rollins und Dean Ambrose (Jon Moxley) bildete er ab 2012 das Stable The Shield im Hauptroster der WWE.
Er stammt aus der traditionsreichen Wrestlingfamilie Anoaʻi. Er ist Sohn von Sika und Neffe von Afa, die zusammen das Tag-Team Wild Samoans bildeten. Zu seinen Cousins und Cousinen zählen The Rock, Rikishi, Tonga Kid, Umaga, Nia Jax und Tamina. Reigns ist der Onkel von Jimmy und Jey (The Usos) und Solo Sikoa. Ab 2020 war er Anführer des Stables The Bloodline, das den Charakter eines Familienclans mit „The Tribal Chief“ Reigns hat und ursprünglich aus ihm, The Usos und Manager Paul Heyman bestand.

## Football-Karriere
Anoaʻi begann seine sportliche Karriere zunächst im American Football. Bereits in der Highschool machte er sich als Defensive Tackle einen Namen und so konnte er von 2003 bis 2006 für die „Yellow Jackets“ der Georgia Tech College Football spielen.
Im Jahr 2007 erhielt er die Chance, sich einen Platz im Team der Minnesota Vikings zu erarbeiten, wurde jedoch wegen einer Verletzung vorzeitig wieder entlassen. Im August des gleichen Jahres wurde er nach einem kurzen Engagement im Trainingsteam der Jacksonville Jaguars erneut entlassen. Im Jahr 2008 konnte er schließlich einen Platz im Team der Edmonton Eskimos im Canadian Football erlangen und spielte in fünf Spielen als Defensive Tackle.

## Wrestling-Karriere

### World Wrestling Entertainment (seit 2010)

#### Florida Championship Wrestling und NXT (2010–2012)
Im Jahr 2010 unterschrieb Anoaʻi einen Vertrag mit World Wrestling Entertainment und wurde zu deren Ausbildungsliga Florida Championship Wrestling hinzugefügt. Er debütierte schließlich am 9. September des Jahres als Roman Leakee. Im Jahr 2012 wurde Florida Championship Wrestling zu WWE NXT und Anoaʻi wurde in Roman Reigns umbenannt.

#### The Shield (2012–2014)

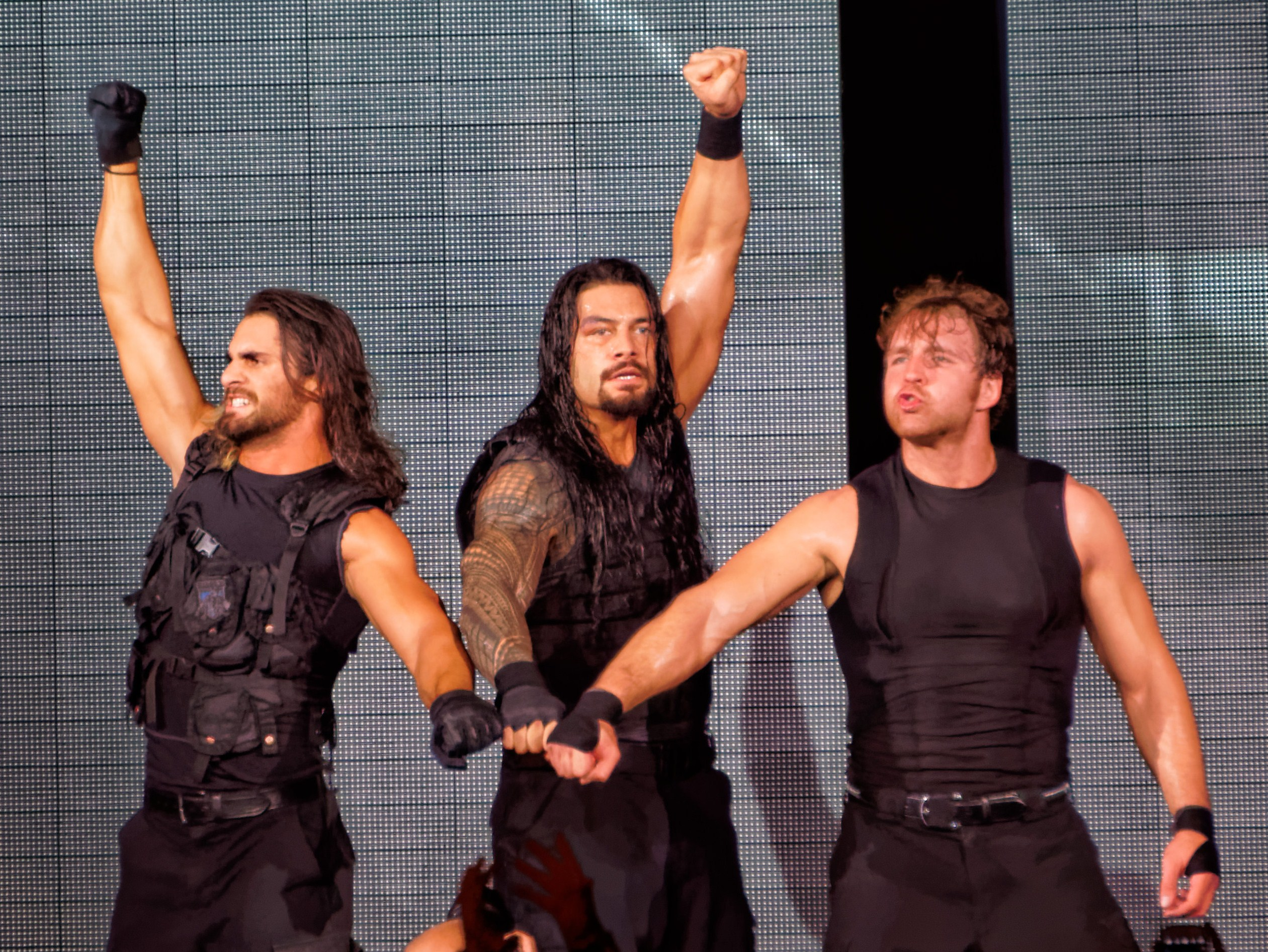
Seth Rollins, Roman Reigns und Dean Ambrose als The Shield (2014)

Von dort aus wurde er zusammen mit Jonathan Good (als Dean Ambrose) und Colby Lopez (als Seth Rollins) als The Shield in die Hauptshows gebracht. Ihr offizielles Debüt gab die Gruppierung am 18. November 2012 bei der Großveranstaltung Survivor Series. Dort war The Shield zunächst als „Vollstrecker“ der Ligenführung aktiv, andererseits aber auch als eigenständige Gruppe zu verstehen. Im Mai 2013 durfte Reigns zusammen mit Seth Rollins die WWE Tag Team Championship gewinnen und bis Oktober halten. Seit 2014 wurden die Einzelmitglieder mehr in den Vordergrund gestellt. So wurde Reigns beispielsweise bei der Royal Rumble-Großveranstaltung als neuer Rekordhalter für die meisten hinausbeförderten Wrestler hervorgehoben. In der Folgezeit bereitete man einen langsamen Wandel der Gruppe zu Publikumslieblingen vor. Am 2. Juni 2014 trennte man die Gruppierung, nachdem Seth Rollins seine Teamkollegen Reigns und Ambrose hinterrücks mit einem Stuhl attackierte und sich damit der „Authority“, einer Gruppe, welche die Ligenführung repräsentierte, anschloss. Reigns fehdete in der Folgezeit mit Rollins, gegen den er am 21. September 2014 ein Match bei der Großveranstaltung Night of Champions bestreiten sollte. Er wurde jedoch am 20. September 2014 in ein Krankenhaus in Nashville eingeliefert und musste sich wegen eines Leistenbruchs einer Not-OP unterziehen, sodass seine Teilnahme abgesagt werden musste. Als Roman Reigns wurde Anoaʻi bei den Slammy Awards im Dezember 2014 zum Superstar of the Year gewählt.

#### Aufstieg in den Main Event (2014–2016)
Am 14. Dezember 2014 kehrte er aktiv zur WWE zurück und nahm kurz darauf am Royal Rumble-Match teil, welches er am 25. Januar 2015 gewann und somit laut der Storyline das Hauptmatch bei WrestleMania gegen den amtierenden WWE World Heavyweight Champion bestreiten durfte. Bei WrestleMania 31 trat er daher in seinem ersten Wrestlemania-Hauptmatch gegen den amtierenden Champion Brock Lesnar an. Jedoch hatte Seth Rollins zuvor bei Money in The Bank 2014 das Recht auf ein jederzeit einlösbares Championship-Match gewonnen (repräsentiert durch den Money in the Bank-Koffer bzw. den darin enthaltenen Vertrag). Bei Wrestlemania löste Rollins spontan diesen Vertrag ein, was die Begegnung zwischen Reigns und Lesnar zu einem Triple Threat-Match, nun unter Beteiligung von Rollins, machte. Rollins pinnte Reigns, gewann das Match und wurde damit neuer WWE World Heavyweight Champion.
Bei der Survivor Series 2015 gewann Reigns das Finale eines 16-Mann-Turniers, um somit neuer WWE World Heavyweight Champion zu werden. Diesen Titel hatte Seth Rollins kurz zuvor verletzungsbedingt abgegeben. Nur wenige Momente nach dem Turnierfinale löste allerdings Sheamus seinen Money In The Bank-Koffer ein und krönte sich anschließend zum neuen Champion. Nachdem Reigns bei WWE TLC: Tables, Ladders & Chairs am 13. Dezember 2015 wiederum gegen Sheamus verloren hatte, konnte er sich in der WWE RAW Ausgabe vom 14. Dezember 2015 den Titel zurückholen. Diesen verlor er im Royal Rumble-Match 2016 an Triple H, welcher als Nummer 30 zurückkehrte und die Nummer 1 des Royal Rumble, Reigns, selbstständig aus dem Ring beförderte. Bei WWE Fastlane besiegte Reigns Dean Ambrose und Brock Lesnar in einem Triple Threat-Match und sicherte sich damit eine neue Chance auf die WWE World Heavyweight Championship. Am 3. April 2016 bei Wrestlemania 32 besiegte er Triple H und gewann somit zum dritten Mal die WWE World Heavyweight Championship. Bei WWE Payback und WWE Extreme Rules traf er jeweils auf AJ Styles und konnte den Titel verteidigen. Nach dem zweiten Match attackierte ihn der zurückkehrende Seth Rollins. Bei WWE RAW wurde daraufhin ein Match zwischen ihm und Rollins um die WWE World Heavyweight Championship bei WWE Money in the Bank festgelegt. Dort verlor er den Titel an Rollins, welcher nur Minuten später den Titel an Dean Ambrose abgab, welcher am selben Abend das Money-in-the-Bank-Match gewonnen hatte und seinen Vertrag erfolgreich einlöste. Damit waren alle drei ehemaligen Shield-Mitglieder am selben Abend nacheinander WWE World Heavyweight Champion. Am 21. Juni 2016 wurde Anoaʻi aufgrund eines Verstoßes gegen die „Wellness Policy“ der WWE für 30 Tage suspendiert.

#### Wiedervereinigung mit The Shield und Fehde gegen Lesnar (2017–2018)
Nachdem er von seiner Suspendierung zurückkehrte, fehdete er gegen Rusev. Am 25. September 2016 besiegte er Rusev bei Clash of Champions und gewann somit zum ersten Mal die WWE United States Championship. Diesen Titel verlor er am 9. Januar 2017 an Chris Jericho. Bei WrestleMania 33 durfte er den Undertaker besiegen, infolgedessen dieser sein Karriereende andeutete. Allerdings bestritt der Undertaker in der Folge noch einige weitere Matches.
Seit Oktober 2017 traten Reigns, Rollins und Ambrose wieder sporadisch als The Shield auf. In der Raw Ausgabe vom 21. November 2017 gewann Reigns die WWE Intercontinental Championship von The Miz. Damit wurde Anoaʻi der siebzehnte Grand Slam Champion in der WWE-Geschichte. Er verlor den Titel bei der 25 Jahre Raw Jubiläumsausgabe am 22. Januar 2018 wieder an The Miz.

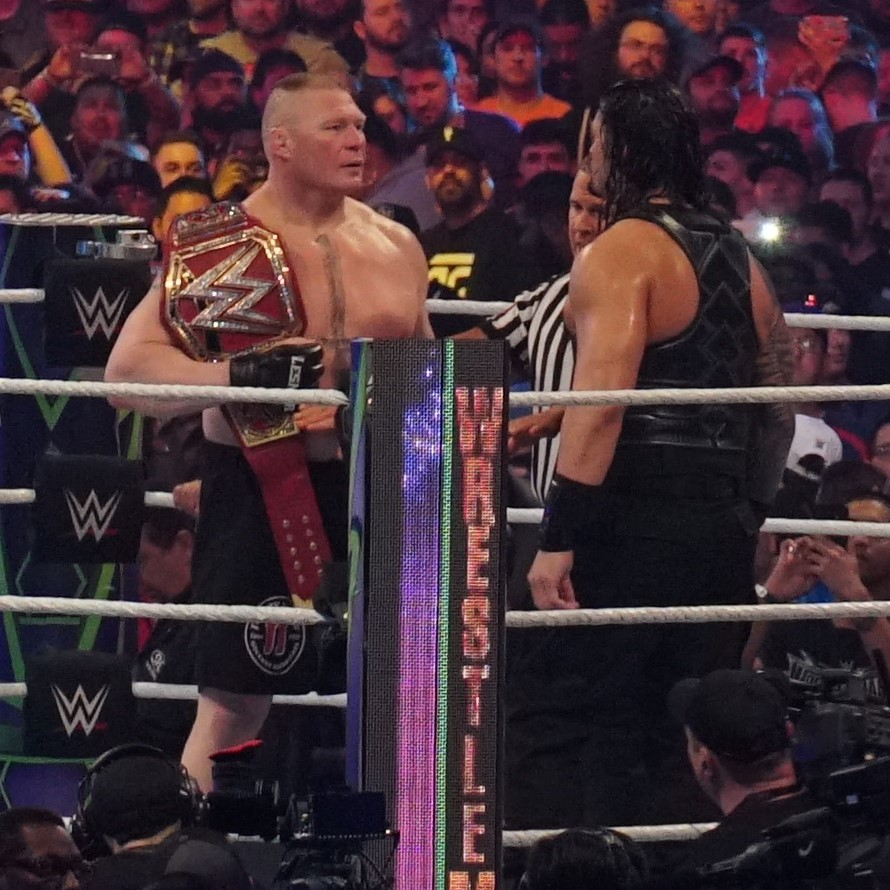
Universal Champion Brock Lesnar gegen Roman Reigns bei WrestleMania 34

Bei WWE Elimination Chamber 2018 gewann Reigns das Elimination Chamber-Match und qualifizierte sich damit für ein Titelmatch gegen den WWE Universal Champion Brock Lesnar bei WrestleMania 34. Reigns konnte dieses Match jedoch nicht gewinnen. Auch in einem Steel Cage Match beim Greatest Royal Rumble in Jeddah, Saudi-Arabien, konnte Reigns den Titel nicht gewinnen, da er Lesnar mit einem Spear aus Versehen durch die Käfigwand beförderte und somit zum Sieg bei dieser besonderen Matchart verhalf. Reigns begann darauf eine Fehde mit Bobby Lashley, da beide Männer sich für den rechtmäßigen Herausforderer für die WWE Universal Championship hielten. Dies führte zu einem Match bei WWE Extreme Rules, welches Lashley gewinnen durfte. In der folgenden Nacht bei Raw wurden jedoch zwei Triple-Threat-Matches angesetzt, um Lesnars Herausforderer für den SummerSlam 2018 zu ermitteln. Reigns und Lashley gewannen ihre jeweiligen Matches und beide traten in der folgenden Woche gegeneinander an, um endgültig den nächsten Herausforderer für die WWE Universal Championship zu ermitteln. Dieses Match gewann Reigns.
Beim SummerSlam trat Reigns erneut gegen Lesnar an. Während des Matches kam es zu einer Auseinandersetzung zwischen Lesnar und Braun Strowman, der nach dem Match seinen Money-in-the-Bank-Koffer einlösen wollte. Reigns nutzte die Ablenkung Lesnars und konnte diesen nach einem Suicide Dive und einem Spear pinnen und so zum ersten Mal die WWE Universal Championship erlangen. In den darauffolgenden RAW-Ausgaben kam es wiederholt zu Auseinandersetzungen zwischen Reigns und seinen Shield-Brüdern gegen Strowman, Dolph Ziggler und Drew McIntyre. Bei Hell in a Cell am 16. September 2018 traten Strowman und Reigns im Hauptmatch an, in das die Partner der beiden Kontrahenten und am Ende auch Brock Lesnar eingriffen. Das Match wurde daraufhin abgebrochen, womit Reigns den Titel behielt.

#### Erneute Leukämieerkrankung und Auszeit (2018–2019)
In der Raw-Ausgabe vom 22. Oktober 2018 erklärte Anoaʻi überraschend, dass er zum zweiten Mal an Leukämie erkrankt und daher nicht mehr in der Lage sei, seine Rolle als WWE Universal Champion auszufüllen. In seiner Rede ans Publikum verwendete er seinen realen Namen, Joe, was dieses Segment deutlich von einer erfundenen Wrestling-Storyline abgrenzte. Schließlich legte er den Titelgürtel nieder und kündigte eine Auszeit an, um die Krankheit zu bekämpfen. Zum Abschluss des Segments traten Rollins und Ambrose mit ihm gemeinsam auf die Eingangsbühne und demonstrierten damit ihre Unterstützung. Im direkten Anschluss wurde die Erkrankung von Reigns kurzzeitig in der Storyline verwendet, hauptsächlich im Zusammenhang mit dem Heel Turn von Dean Ambrose, der sich noch am selben Abend, nach dem Gewinn der WWE Raw Tag Team Championship, gegen seinen Partner Seth Rollins wandte.

#### Rückkehr und verschiedene Fehden (2019–2020)
In der Raw-Ausgabe vom 25. Februar 2019 kehrte Anoaʻi zurück und gab bekannt, dass seine Leukämie-Erkrankung wieder in Remission sei. Nach dieser Ankündigung, die er ebenfalls weitgehend als Joe Anoaʻi, nicht als Roman Reigns, vortrug, trat Seth Rollins zu ihm auf die Bühne und beide umarmten sich. Am selben Abend kamen Reigns und Rollins ihrem mittlerweile entfremdeten Shield-Bruder Dean Ambrose zu Hilfe, der von Drew McIntyre, Bobby Lashley, Elias und Baron Corbin angegriffen und niedergeschlagen wurde. Dies deutete eine mögliche Wiedervereinigung von The Shield an. Eine Woche später, in der Raw-Ausgabe vom 5. März, eröffnete Reigns ebenfalls wieder die Show und sagte, er würde gerne noch einmal die Band, also The Shield ein letztes Mal wiedervereinen, bevor Ambrose die WWE nach WrestleMania 35 verlässt. Dass Ambrose seinen auslaufenden Vertrag nicht verlängert hat, war einige Wochen zuvor Teil der offiziellen Storyline geworden. Rollins, der zu Reigns in den Ring kam, lehnte dies zunächst ab, aufgrund seiner Fehde mit Ambrose während der letzten Monate. Schließlich ließ er sich jedoch von Reigns umstimmen, nachdem dieser seine Krankheitserfahrungen als Argumente mit in die Waagschale warf. Ambrose, der daraufhin ebenfalls auftrat, sperrte sich jedoch ebenfalls gegen die Wiedervereinigung von The Shield und ging durch die Zuschauer davon. Anschließend wurden Reigns und Rollins von Baron Corbin, Drew McIntyre und Bobby Lashley attackiert. Nach einigem Zögern kam Ambrose jedoch zum Ring zurück, um Reigns und Rollins zu helfen. Nachdem sie den Angriff erfolgreich abgewehrt hatten, hielten Reigns und Rollins ihre Fäuste in der gewohnten Shield-Pose nebeneinander und warteten darauf, dass sich Ambrose anschloss. Nach weiterem Zögern tat er dies, wodurch sich The Shield neu formierte. Bei der Großveranstaltung Fastlane am 10. März 2019 bestritt The Shield daraufhin ein Tag Team-Match gegen Baron Corbin, Drew McIntyre und Bobby Lashley. Dieses Match, welches den Main Event von Fastlane darstellte und als das letzte der Gruppierung angekündigt wurde, durften The Shield durch einen Pin von Reigns gewinnen.
Im Rahmen des Superstar Shake-Ups 2019 wechselte Reigns am 16. April 2019 von Raw zu SmackDown. Nach diesem Wechsel startete er eine Fehde gegen Elias, welche bei WWE Money in the Bank 2019 mit einem Singles Match gipfelte, dieses Match gewann er bereits nach 10 Sekunden. Am 7. Juni 2019 bestritt Reigns ein Singles Match gegen Shane McMahon bei WWE Super ShowDown, dieses verlor er jedoch. Am 23. Juni 2019 bestritt Reigns ein Singles Match gegen Drew McIntyre bei WWE Stomping Grounds, dieses Match gewann er. Am 14. Juli 2019 bestritt er ein No Holds Barred Tag Team Match mit The Undertaker gegen Drew McIntyre & Shane McMahon, welches sie gewannen. Am 15. September 2019 bestritt er ein No Disqualification Match gegen Erick Rowan, dieses Match verlor er. Am 6. Oktober 2019 bestritt er ein Tornado Tag Team Match mit Daniel Bryan gegen Luke Harper und Erick Rowan, dieses Match gewann er. Am 24. November 2019 bestritt er bei WWE Survivor Series zusammen mit Braun Strowman, King Corbin, Mustafa Ali und Shorty G. ein Traditional Survivor Series Elimination Match gegen Drew McIntyre, Ricochet, Seth Rollins, Randy Orton, Kevin Owens, Damian Priest, Matt Riddle, Keith Lee, WALTER und Tommaso Ciampa. Dieses Match gewann er.

#### The Bloodline und Langzeitchampion (2020–2025)
Nach einer längeren Auszeit aufgrund der Corona-Pandemie kehrte er am 23. August 2020 zurück. Am 30. August 2020 gewann er die Universal Championship in einem Triple Threat No Holds Barred Match. Hierfür besiegte er Bray Wyatt und Braun Strowman. Am 4. September 2020 stellte er Paul Heyman als seinen neuen Manager vor. Hierbei präsentierte ihn die WWE erstmals als Heel (Bösewicht). Er gründete das Stable The Bloodline, das den Charakter eines Familienclans mit „The Tribal Chief“ Reigns hat und ursprünglich aus ihm, The Usos und Heyman bestand. Später kamen Solo Sikoa, Sami Zayn und The Rock dazu.
Roman Reigns – Die Ära des „Tribal Chief“: Dominanz, Familie und das Ende bei WrestleMania 40
Einleitung
Roman Reigns prägte als Champion über Jahre hinweg die WWE, indem er nicht nur seine Gegner im Ring besiegte, sondern auch seine eigene Familie – die Bloodline – als strategisches Instrument einsetzte. Sein Titelrun, der 2020 begann und seinen Abschluss bei WrestleMania 40 fand, zeichnet sich durch eine kompromisslose Durchsetzungskraft aus, bei der interne Machtstrukturen und familiäre Loyalitäten immer wieder neu verhandelt wurden.
Aufstieg und Etablierung als "Tribal Chief"
Der Beginn seiner Regentschaft fiel 2020, als Reigns bei Payback in einem Triple-Threat-Match gegen „The Fiend“ Bray Wyatt und Braun Strowman den Universal Championship errang. Kurz nach diesem Triumph wandelte sich sein Image: Vom gefeierten Athleten entwickelte er sich zum „Tribal Chief“, unterstützt durch den strategischen Einfluss von Paul Heyman. Diese Neuausrichtung unterstrich seinen Anspruch, sowohl im Ring als auch außerhalb absolute Kontrolle auszuüben.
Die Rolle der Bloodline und Familienkontrolle
Ein zentraler Pfeiler von Reigns’ Dominanz war die gezielte Kontrolle der eigenen Familie, der Bloodline. Durch wiederholte Auseinandersetzungen demonstrierte er, dass er jede Form von Dissens nicht duldete. Besonders im wiederkehrenden Konflikt mit seinem Cousin Jey Uso wurde deutlich, wie Reigns seine Autorität durchsetzte. In einem berüchtigten „I Quit“-Match zwang er Jey Uso dazu, seine Unterordnung anzuerkennen – ein Zeichen, dass familiäre Bindungen unter seinem Regime stets dem größeren Ziel der Macht untergeordnet waren. Diese systematische Unterdrückung innerfamiliärer Widerstände sicherte ihm immer wieder taktische Vorteile in seinen Matches.
Intensive Fehden und strategische Matches
Während seiner langen Regentschaft verteidigte Reigns den Titel in zahlreichen hochkarätigen Duellen. Gegner wie Brock Lesnar und Seth Rollins und andere zahlreiche Wrestler forderten ihn in intensiven Einzelmatches heraus, die sowohl von körperlicher Härte als auch Austricksen seiner Gegner durch die Bloodline geprägt waren. Reigns gelang es in diesen Begegnungen, seine Gegner durch präzise Taktiken zu überrumpeln – oft unterstützt durch taktische Eingriffe seiner Bloodline, die Ablenkungen schaffte und kritische Momente im Kampf beeinflusste. Dieses Zusammenspiel aus persönlicher Stärke und der kontrollierten Einbindung seiner Familie machte seinen Titelrun zu einem kontinuierlichen Demonstrationsbeispiel für Macht und Dominanz.
Der Höhepunkt und das Ende bei WrestleMania 40
Der abschließende Höhepunkt von Reigns’ Regentschaft wurde bei WrestleMania 40 ausgetragen. In einem Match, das mit strategischer Raffinesse und intensiver physischer Auseinandersetzung begeistert, traf er auf einen Herausforderer, der es verstand, Reigns’ Schwächen aufzudecken. Trotz aller Dominanz – sowohl im Ring als auch durch die eingeschworene Kontrolle seiner Bloodline – gelang es dem Gegner, Reigns zu überwinden und ihn schließlich zu besiegen. Dieser Ausgang markierte das offizielle Ende einer Ära, in der der „Tribal Chief“ über Jahre hinweg das Gesicht der WWE prägte.
Der Bruch der Bloodline
war das Ergebnis jahrelanger interner Spannungen, in denen Roman Reigns seine Cousins mit eiserner Hand kontrollierte und ihre Loyalität durch harte Strafen sowie skrupellose Eingriffe sicherte – Maßnahmen, die im Laufe der Zeit zu einem unumkehrbaren Zerwürfnis führten.
Roman Reigns setzte von Beginn an auf eine kompromisslose Durchsetzung seiner Herrschaft. Nachdem er sich als „Tribal Chief“ etabliert hatte, zwang er seine Familienmitglieder, insbesondere Jey und Jimmy Uso, immer wieder in Matches einzugreifen oder sich seinen Befehlen zu beugen, um seinen Titelrun zu sichern. Dabei wurde oft die Bloodline als Werkzeug genutzt: Reigns ließ in entscheidenden Momenten gezielt externe Eingriffe zu, die ihm taktische Vorteile verschafften, während er die Usos systematisch unterdrückte – was sich in brutalen „I Quit“-Matches und öffentlichen Demütigungen manifestierte.
Diese dauerhafte Kontrolle und das Gefühl, nie als eigenständige Akteure respektiert zu werden, führten langsam aber sicher zu innerfamiliären Rissen. Besonders Jey Uso begann, Reigns’ autoritäres Vorgehen infrage zu stellen. Als Reigns wiederholt zeigte, dass er auch gegen seine eigenen Verwandten kein Mitleid hatte – so kam es beispielsweise zu Momenten, in denen Jey trotz seiner jahrelangen Treue und Hingabe gezwungen wurde, öffentlich „I Quit“ zu sagen –, wuchs der Unmut in ihm. Die Situation spitzte sich weiter zu, als auch externe Figuren wie Sami Zayn ins Spiel kamen. Zayn, zunächst als „Honorary Uce“ in die Bloodline aufgenommen, trug durch seine authentischen, emotionalen Einlagen dazu bei, die überbordende Tyrannei Reigns’ sichtbar zu machen. In einem entscheidenden Moment verweigerte Zayn, Reigns bei einem öffentlichen Angriff auf Kevin Owens zu unterstützen, und schlug stattdessen selbst zu – ein Akt, der als Symbol des wachsenden Widerstands gegen Reigns’ Herrschaft gewertet wurde.
Schließlich kulminierten all diese Spannungen in einem internen Aufstand: In einem Match, das als Bloodline Civil War angekündigt wurde, gelang es Jey Uso, Roman Reigns zum ersten Mal direkt zu pinnen – ein Verlust, der den endgültigen Bruch markierte. Die einst unerschütterliche Einheit der Bloodline zerbrach, als Jey öffentlich erklärte, dass er genug von der Tyrannei seines Cousins habe und sich von der Familie trenne. Gleichzeitig folgten auch weitere Abspaltungen und wechselhafte Allianzen, bei denen selbst langjährige Verbündete wie Jimmy Uso ihre Loyalität in Frage stellten. Diese Entwicklungen zeigten, dass die einst so mächtige Bloodline – die über Jahre hinweg den Titelrun von Roman Reigns stützte – aufgrund interner Machtkämpfe und der unnachgiebigen Kontrolle ihres Anführers nun endgültig zerbrach.
Zusammengefasst war der Bruch der Bloodline also nicht das Ergebnis eines isolierten Ereignisses, sondern das Endprodukt jahrelanger, systematischer Unterdrückung, interner Rebellion und eines schrittweisen Umdenkens der betroffenen Familienmitglieder. Jeder Eingriff, jeder erzwungene Sieg und jede öffentliche Demütigung hatten schließlich das Fundament der Einheit der Bloodline derart erschüttert, dass der unvermeidliche Bruch als Höhepunkt einer intensiven und langanhaltenden Storyline in die Wrestling-Geschichte einging.

#### OTC (seit 2024)
Seit seiner Fehde mit Solo Sikoa gilt Roman Reigns als "OTC" als "Original Tribal Chief" bzw. "Only Tribal Chief". Als solcher bestritt er den Mainevent des ersten Tages von WrestleMania 41 in einem Triple Threat-Match gegen Seth Rollins und CM Punk. Dabei wurde er von seinem Manager Paul Heyman verraten, der zu Seth Rollings überlief. In der RAW-Ausgabe nach WrestleMania konfrontierte er Rollins und Heyman, wurde aber von Bron Breakker angegriffen.
Beim Summerslam 2025 teamte er mit Jey Uso und besiegte Bronson Reed und Bron Breakker. 

## Privatleben
Anoaʻi ist Mitglied der großen samoanischen Familie Anoaʻi um seinen Onkel und Familienpatriarchen Afa Anoaʻi, welche die größte blutsverwandte Dynastie im Wrestlinggeschäft darstellt. Sein Vater Leati Sr. war als Sika The Wild Samoan als Wrestler aktiv, ebenso wie sein verstorbener Bruder Matt als Rosey. Er ist der Cousin des verstorbenen Yokozuna, des verstorbenen Umaga und dessen Bruders Rikishi. Anoaʻi und Dwayne „The Rock“ Johnson sehen sich ebenfalls als Cousins an, obwohl sie nicht blutsverwandt sind. Ihre Familienbande gehen auf einen Blutschwur zurück. Johnsons Großvater Big Chief Peter Maivia und Anoaʻis Großvater Reverend Amituana’i Anoa’i, beide selbst professionelle Wrestler, praktizierten das samoanische Ritual und verstanden sich fortan als (Bluts-)Brüder.
Anoaʻi ist verheiratet und hat eine Tochter (* 2008) sowie vier Söhne aus zwei Zwillingsgeburten (* 2016 und * 2020). Ende Oktober 2018 enthüllte Anoaʻi, dass er mit 22 Jahren an Leukämie erkrankt war. Die Krankheit sei in Remission gewesen, sei aber 2018 erneut ausgebrochen, weshalb er sich einer Behandlung unterzogen hatte. Am 25. Februar 2019 verkündete er offiziell, dass seine Krankheit wiederum in Remission gegangen sei.

## Filmografie
- 2016: Countdown – Ein Cop sieht rot (Countdown)
- 2019: Fast & Furious: Hobbs & Shaw (Fast & Furious Presents: Hobbs & Shaw)
- 2020: The Wrong Missy
- 2021: Rumble – Winnie rockt die Monster-Liga (Rumble, Stimme)

## Titel und Auszeichnungen

### Titel
- Florida Championship Wrestling
  - 1× FCW Florida Tag Team Champion mit Mike Dalton

- World Wrestling Entertainment
  - 4× WWE Champion
  - 2× WWE Universal Champion (längste Regentschaft)
  - 1× WWE Intercontinental Champion
  - 1× WWE United States Champion
  - 1× WWE Tag Team Champion mit Seth Rollins

### Auszeichnungen
- Pro Wrestling Illustrated
  - 2016, 2022: 2× Platz 1 der Top 500 Wrestler im PWI 500

- World Wrestling Entertainment
  - 2015: Royal Rumble Sieger
  - 2017: 17. Grand Slam Champion
  - 2017: 28. Triple Crown Champion

- Weitere Auszeichnungen
  - 2006: NCAA First-Team All-ACC